# Altenglisches Fasanenhuhn

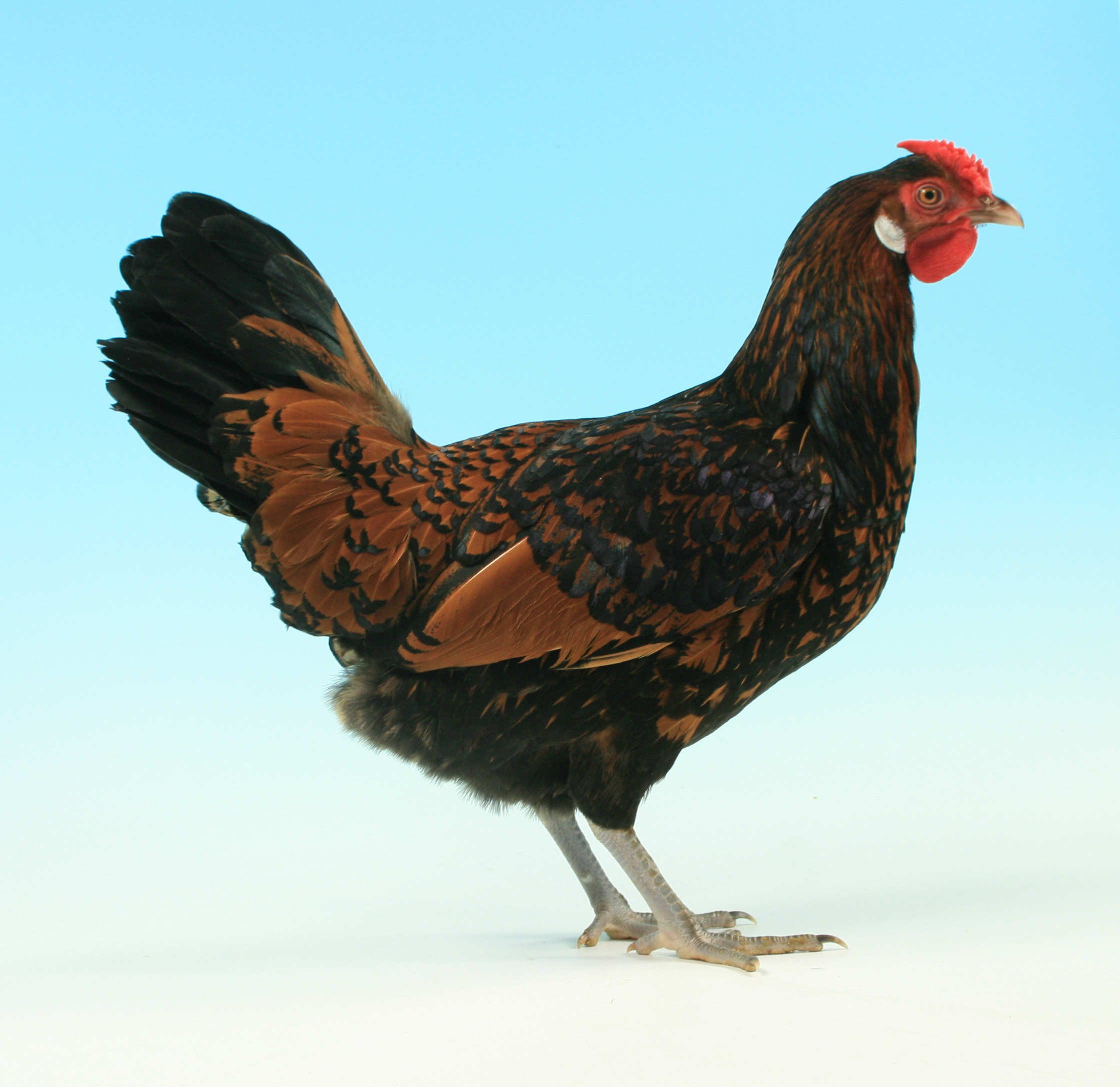
Henne

Das Altenglische Fasanenhuhn (englisch Old English Pheasant Fowl) ist eine Hühnerrasse aus Nordengland, welche seit Jahrhunderten bekannt ist. Die Rasse ist vom Aussterben bedroht und wird von der britischen Rare Breeds Survival Trust in die Gefährdungskategorie 2 eingestuft. Der Name beruht auf der Ähnlichkeit der Gefiedersäumung mit der von Königsfasanen.

## Geschichte

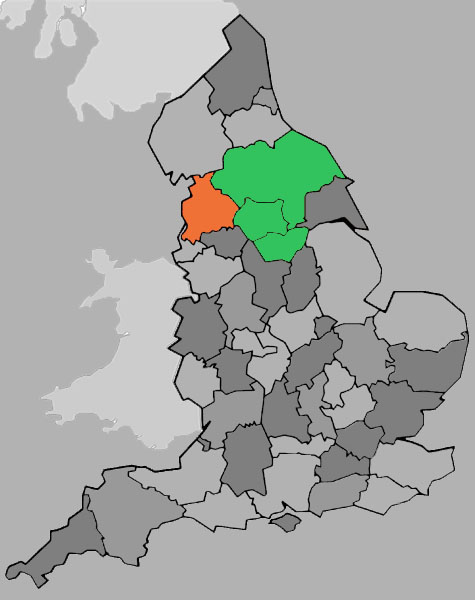
Die Ursprungsgebiete des Fasanenhuhns, Lancashire (orange) und Yorkshire (grün)

Die Rasse wurde 1914 in Großbritannien anerkannt und der Name festgelegt. Sie war als Zweinutzungshuhn bei den nordenglischen Bauern beliebt und wurde in der Vergangenheit auch als „Gold spangled Yorkshire pheasant“, „Golden pheasant“ oder „Oldfashioned pheasant“ bezeichnet. Die Vorfahren der Fasanenhühner haben zur Entstehung mehrerer Farbschläge der Hamburger Hühner beigetragen.

## Merkmale
Die Hähne besitzen einen Rosenkamm, weiße Ohrscheiben, kastanienbraunes Gefieder mit einer Streifung am Rücken und einer schwarzen Säumung im Brustbereich und mittellange, schiefergraue (allerdings nicht selten auch gelbe) Läufe. Aufgrund der Farbe und Musterung besteht eine Ähnlichkeit mit dem bergischen Kräher, obwohl eine unmittelbare Verwandtschaft zwischen den Rassen eher unwahrscheinlich ist. Die Hennen haben die gleiche Farbe wie die Hähne mit einer ausgeprägteren halbmondförmigen Federumsäumung. Das Schwarz im Gefieder hat einen typischen grünlichen Käferglanz. Die Hennen legen jährlich etwa 160 weiße Eier.

## Farbenschläge

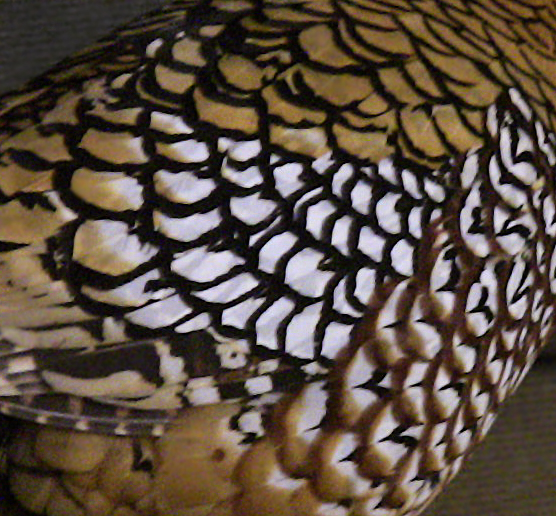
Federzeichnung eines Königsfasans

Die altenglischen Fasanenhühner kommen lediglich noch im Farbenschlag goldgesprenkelt vor. Die silberne Variante ist vermutlich ausgestorben. Ein schwarzer Schlag aus der Gegend von Lancashire scheint assimiliert zu sein mit dem schwarzen Hamburger.

## Verein
Da der 1914 gegründete Sonderverein nicht mehr existiert, wurde die Betreuung der Rasse 1969 von der Rare Poultry Society übernommen.